# Марин Парк (парк)

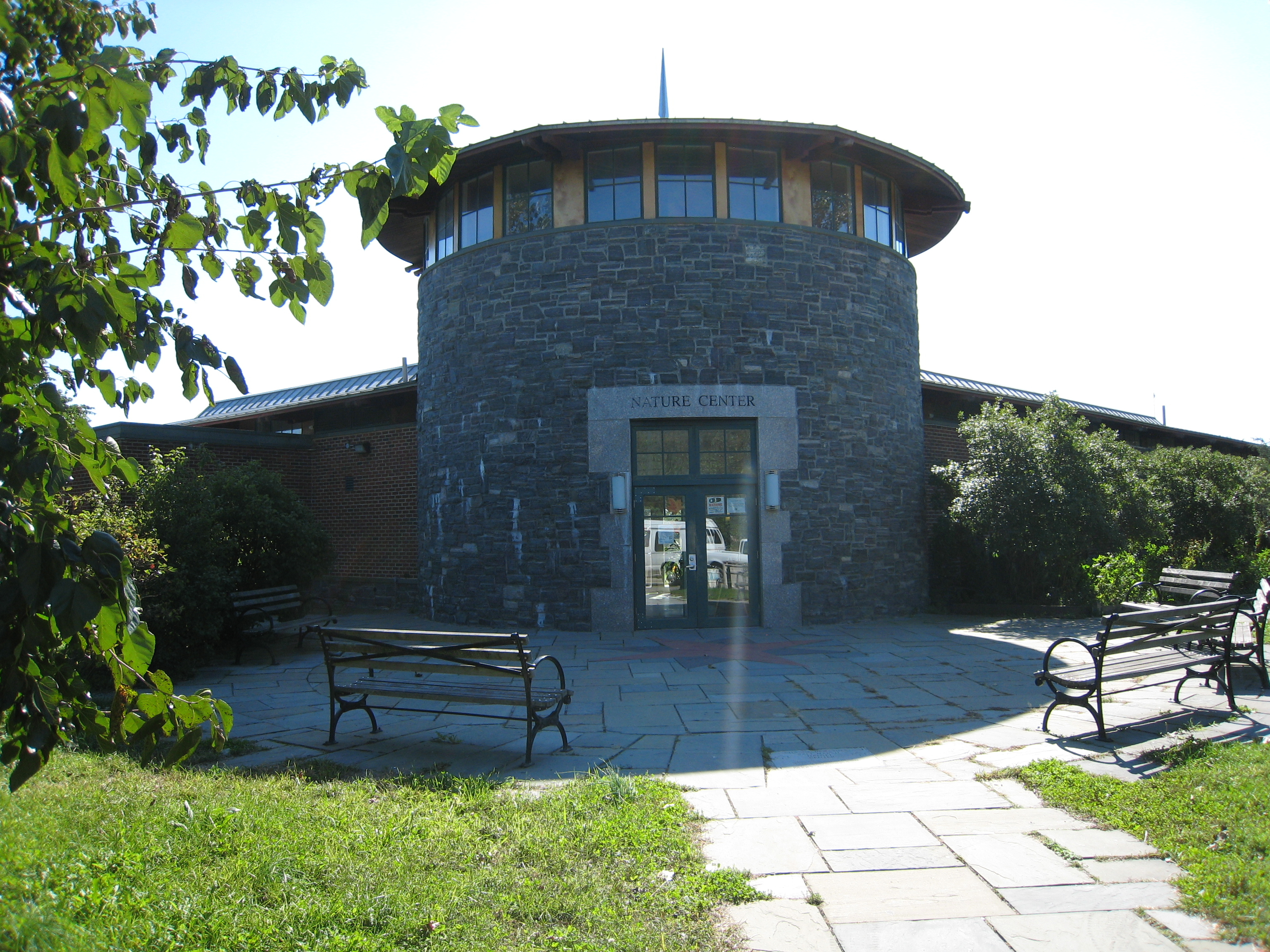
Природный Центр «Salt Marsh»

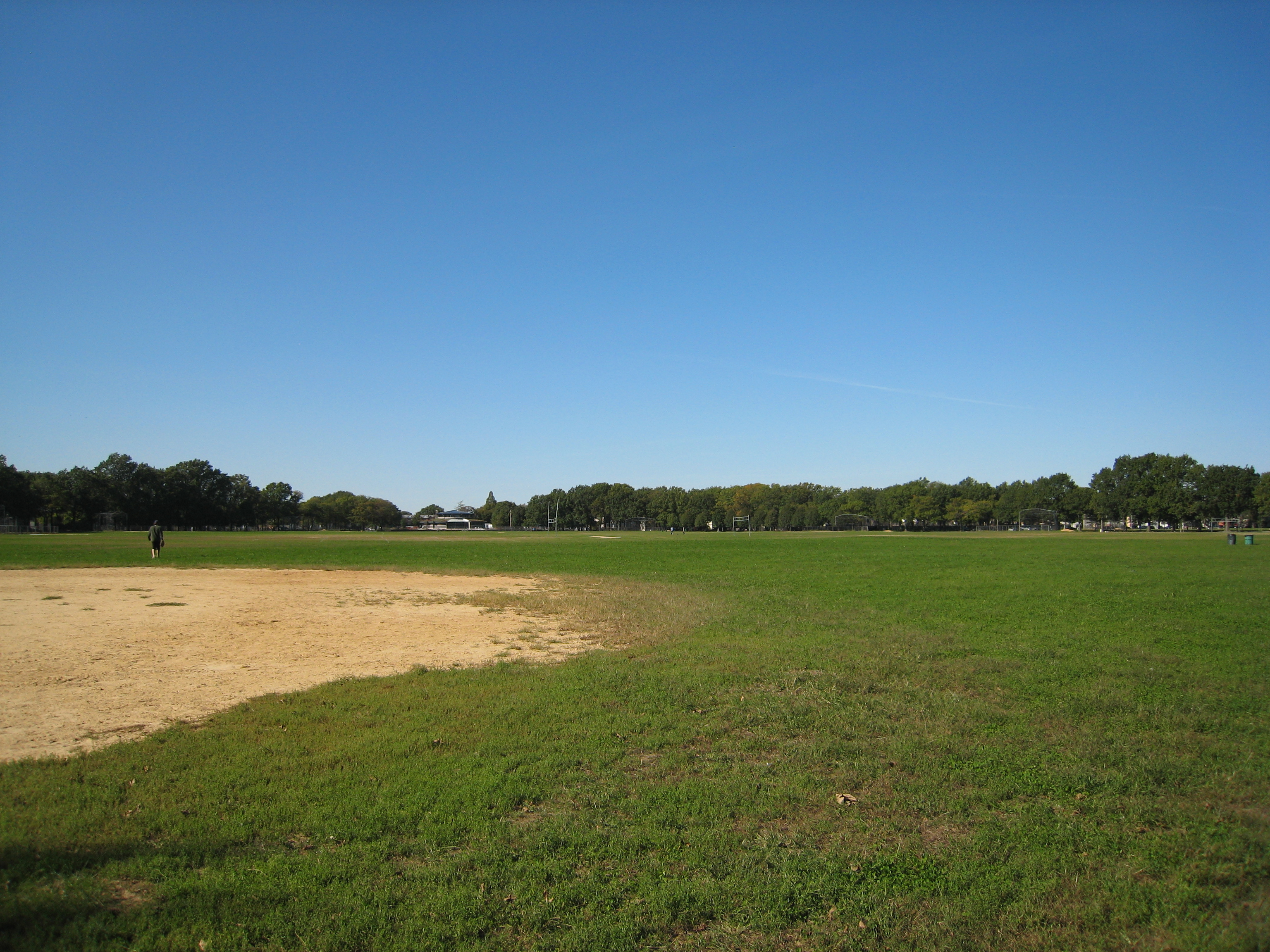
Игровое поле.jpg

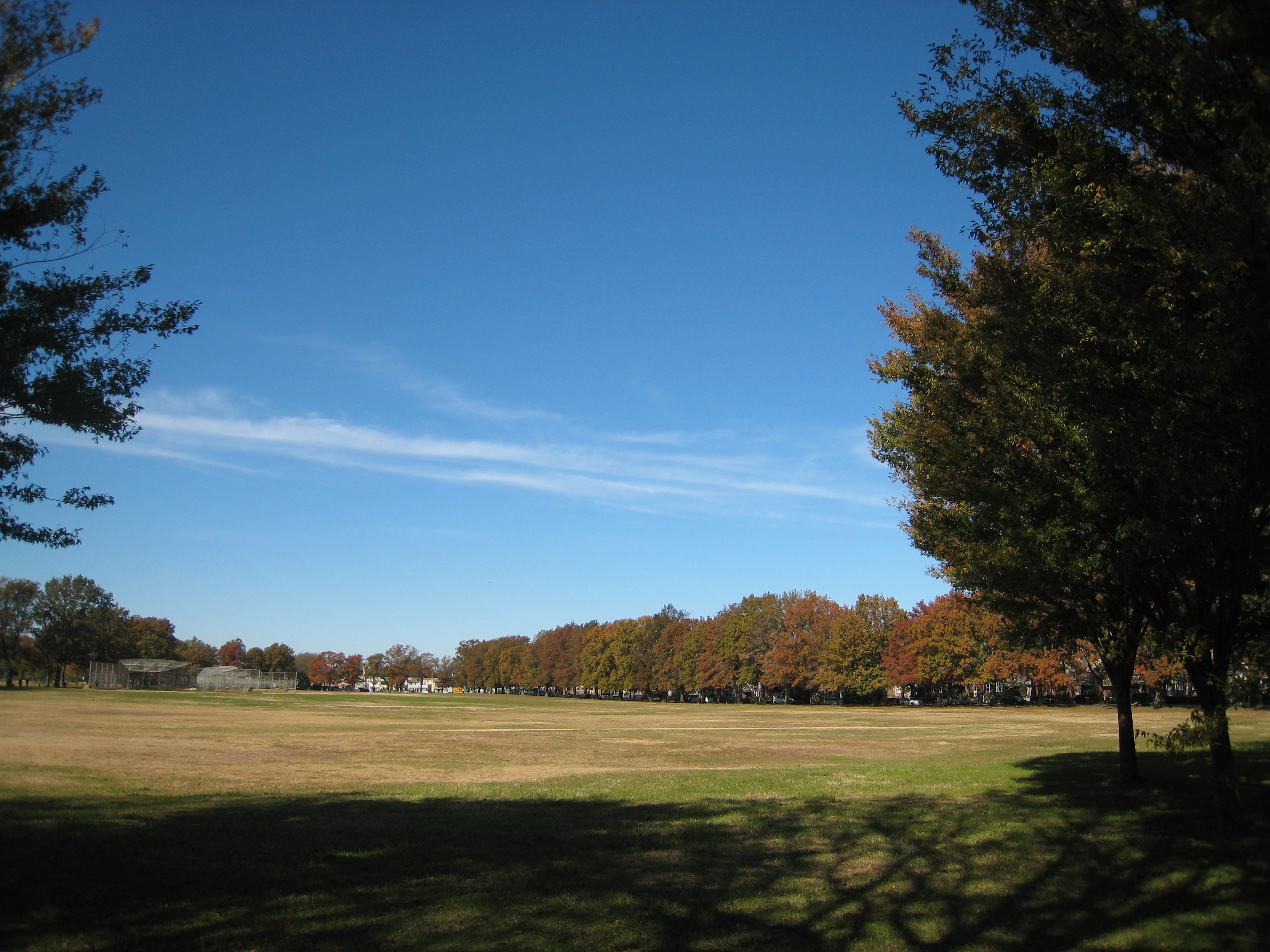
Второе игровое поле.jpg

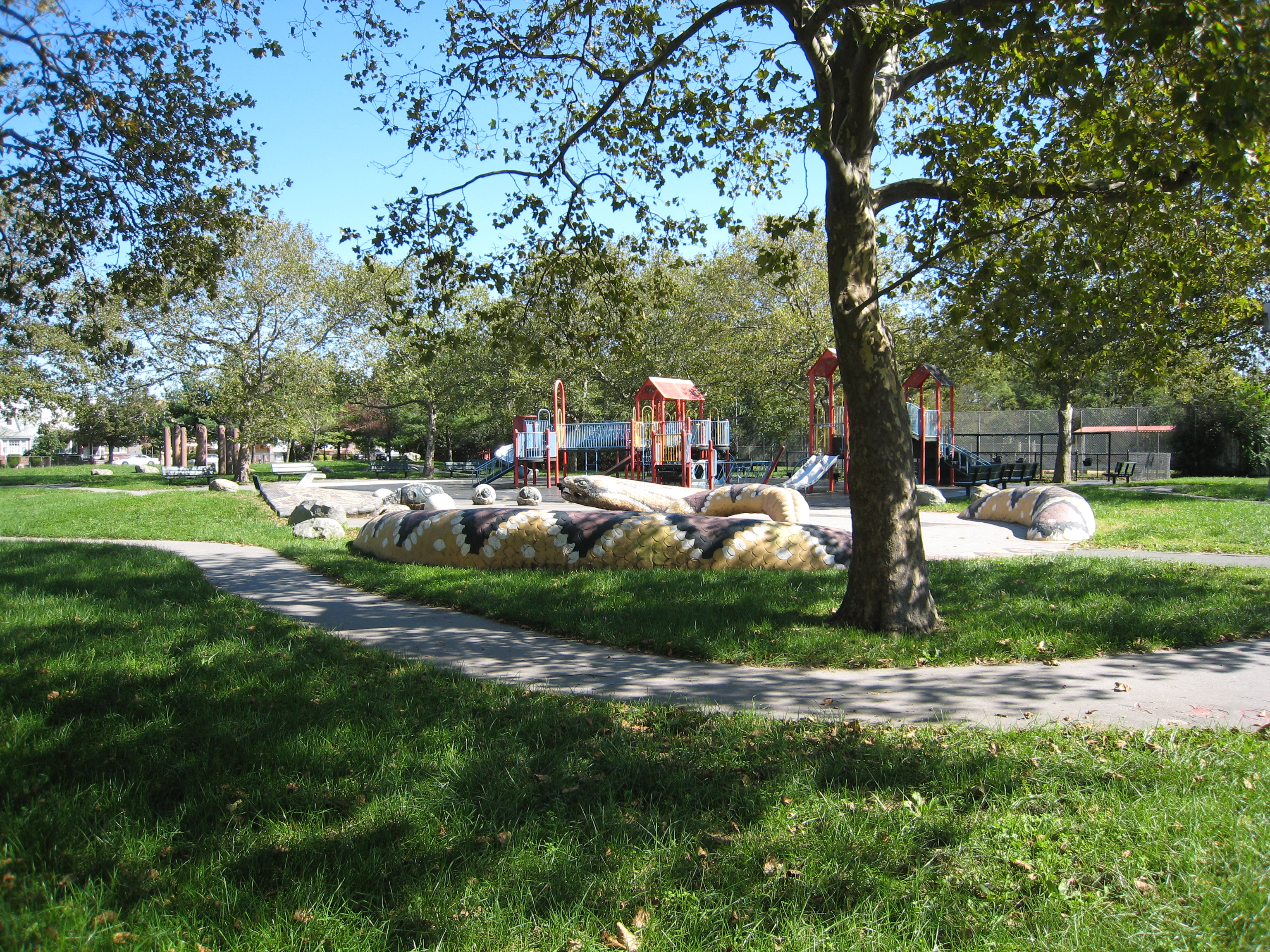
Игровая площадка «Делавары»

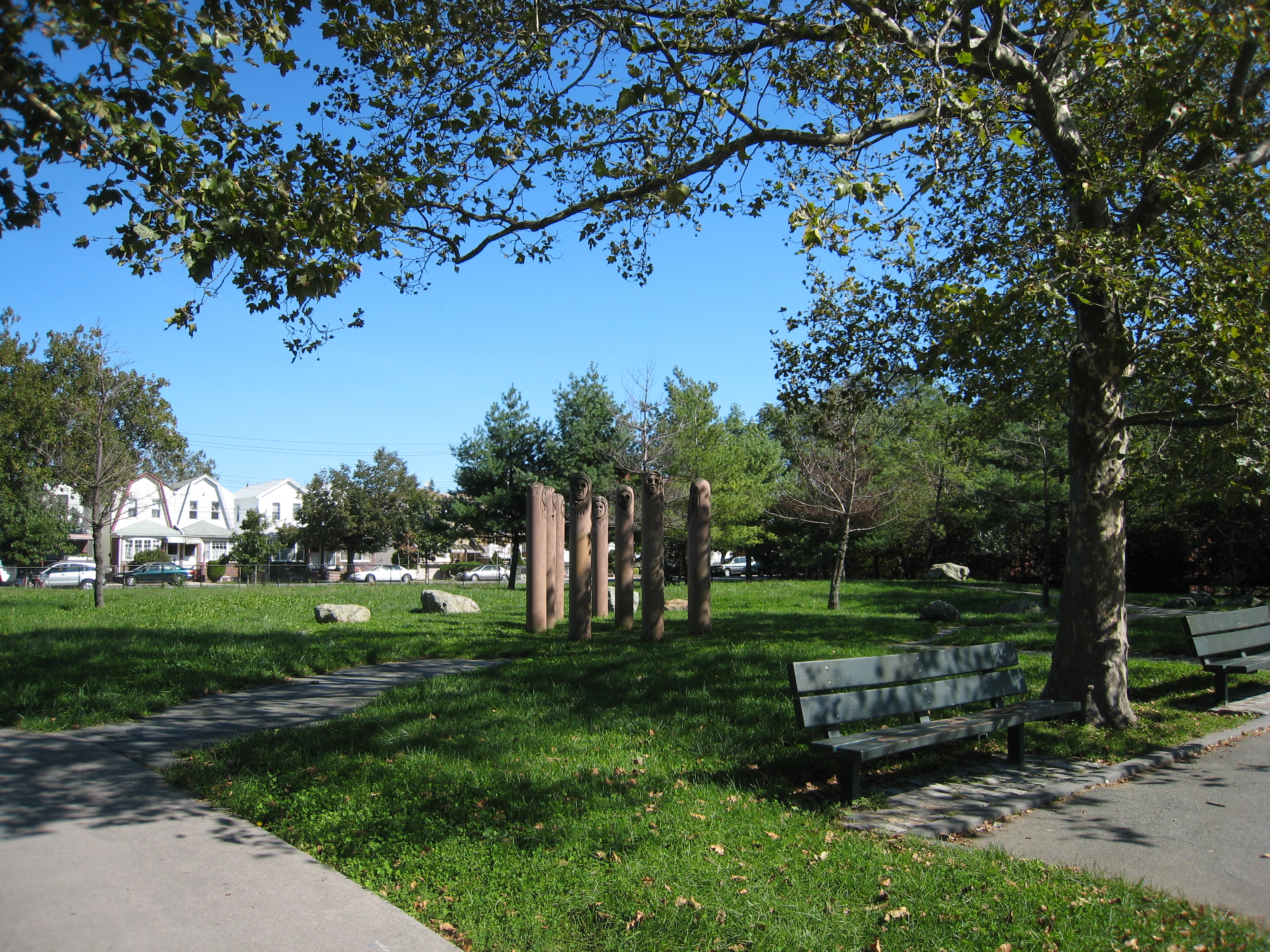
Тотемные Столбы

Марин Парк — общественный парк в Бруклине, штат Нью-Йорк. Площадь парка 3.2 км². Границей парка на юге является Шор Парквей, на западе Герритсен Авеню, на востоке 38-я стрит и Флатбуш Авеню, и Филмор Авеню и Авеню Ю на севере. Парк частично окружён районом с таким же названием.

## История
До прихода европейцев на территории, которую сейчас занимает парк жили индейцы, которые занимались охотой и рыбной ловлей. Предметы, найденные при раскопках датируются 800—1400 годами. В XVII веке место начали заселять голландские колонисты. Местность была очень похожа на Голландию, земля хорошо подходила для фермерства, а кроме этого было изобилие моллюсков и дичи. Речка Герритсен, названная в честь Вулферта Герритса обеспечивала пресной водой.
В начале XX века городские застройщики начали продвигать планы по превращению залива Ямайка в порт. Семейство Уитни, а также Фредерик Пратт и Альфред Т. Уайт, которым принадлежали земли, посчитали, что подобное строительство уничтожит находящийся на территории солёный марш. Они предложили городским властям забрать землю в городскую собственность, с условием, что там будет парк. В связи с этим условием существует и другое объяснение такого филантропического поступка. Владельцы земли отдавали часть её, в надежде, что перспектива создания парка повысит стоимость прилегающей территории, что впоследствии и произошло. Городские власти несколько лет не решались принять предложение, но в конце согласились. Перспектива создания парка подвигла застройщиков на возведение домов в прилегающем районе. Однако строительство и благоустройство самого парка продвигалось крайне медленно. В 1937 году Палата Старейшин назвала парк «Марин Парк Бруклина». Несколько первых десятилетий, из-за ряда земельных транзакций, размер парка менялся, но в конце концов стал постоянным и составляет 3.2 км².
Основную часть парка занимает марш. В середине XX века он был покрыт мусором, на побережье находилось множество брошенных автомобилей. В 1990-х годах власти провели практически полную очистку марша, вернув его в нормальное естественное состояние. Роль марша в природе очень велика. Он является своего рода детским садом для крабов, креветок, ряда видов рыбы, которые, достигнув взрослого состояния, отправляются в открытое море. На территории марша обитает около 40 видов птиц. Среди них фазаны, утки, гуси, цапли, бекасы, полевые луни и другие. В 2000 году с исследовательскими и образовательными целями был построен природный центр «Salt Marsh».
На остальной части парка находятся спортивные поля и сооружения. В их числе игровое поле Пратта-Уайта, построенное в 1939 году и названное в честь основателей парка. Есть поля для игры в баскетбол, бейсбол, теннис, гольф и бочче. Для любителей пешеходных прогулок имеются специально сделанные тропинки вдоль речки Герритсен. Неподалёку от природного центра «Salt Marsh» находится детская игровая площадка «Делавары». Согласно правилам, взрослые могут находиться на площадке только с детьми.

## Salt Marsh
- Звуки природы

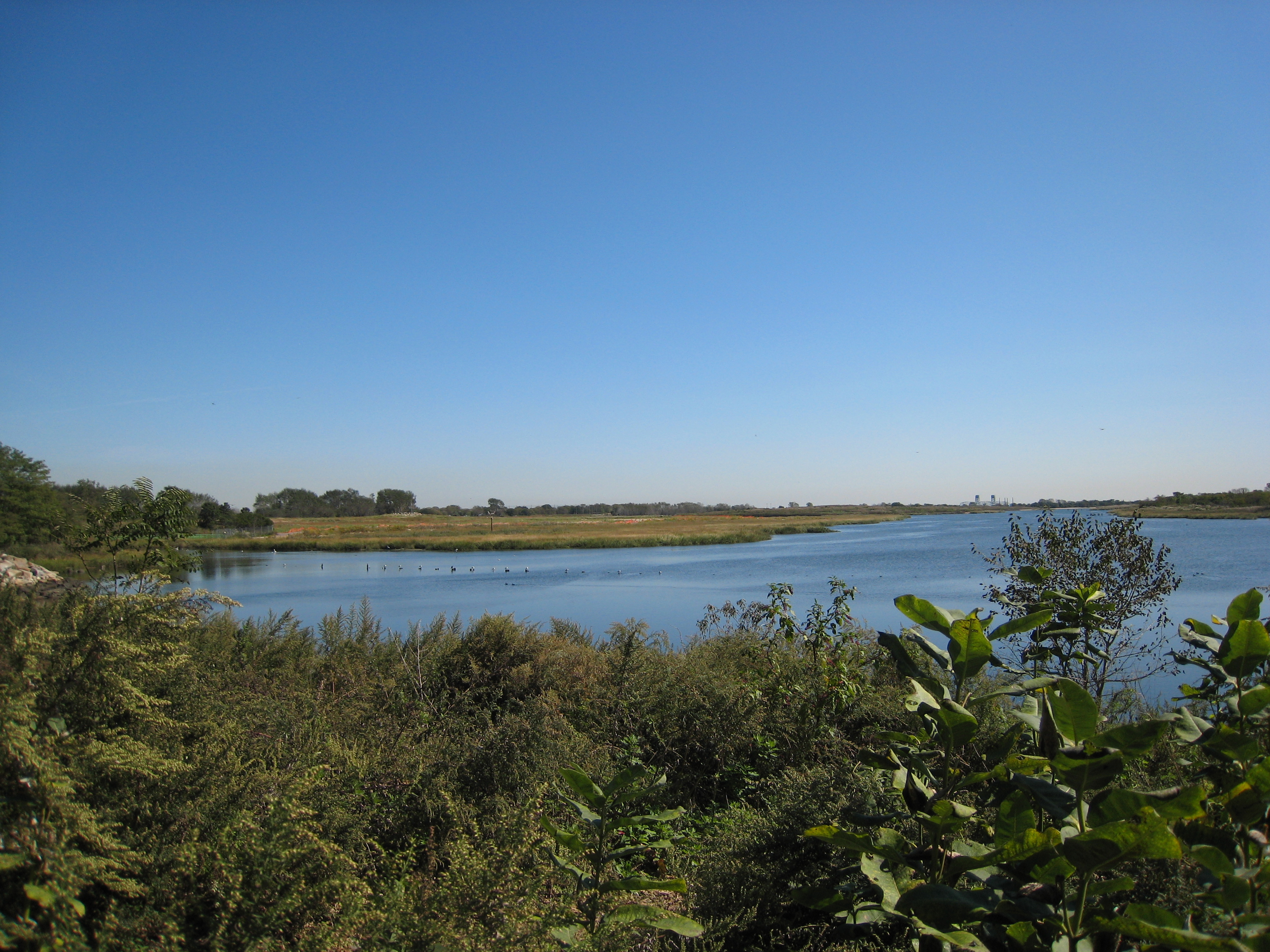
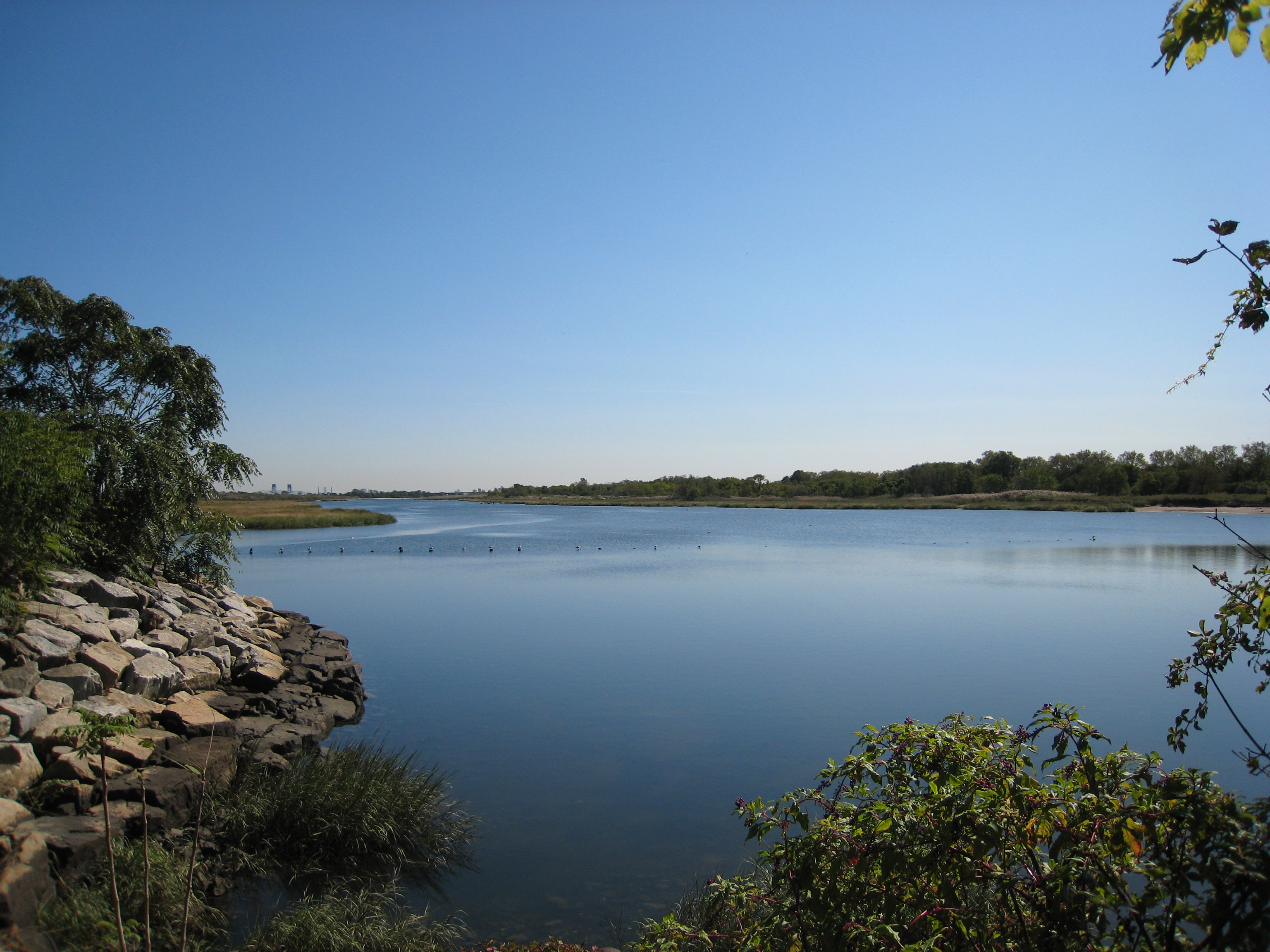
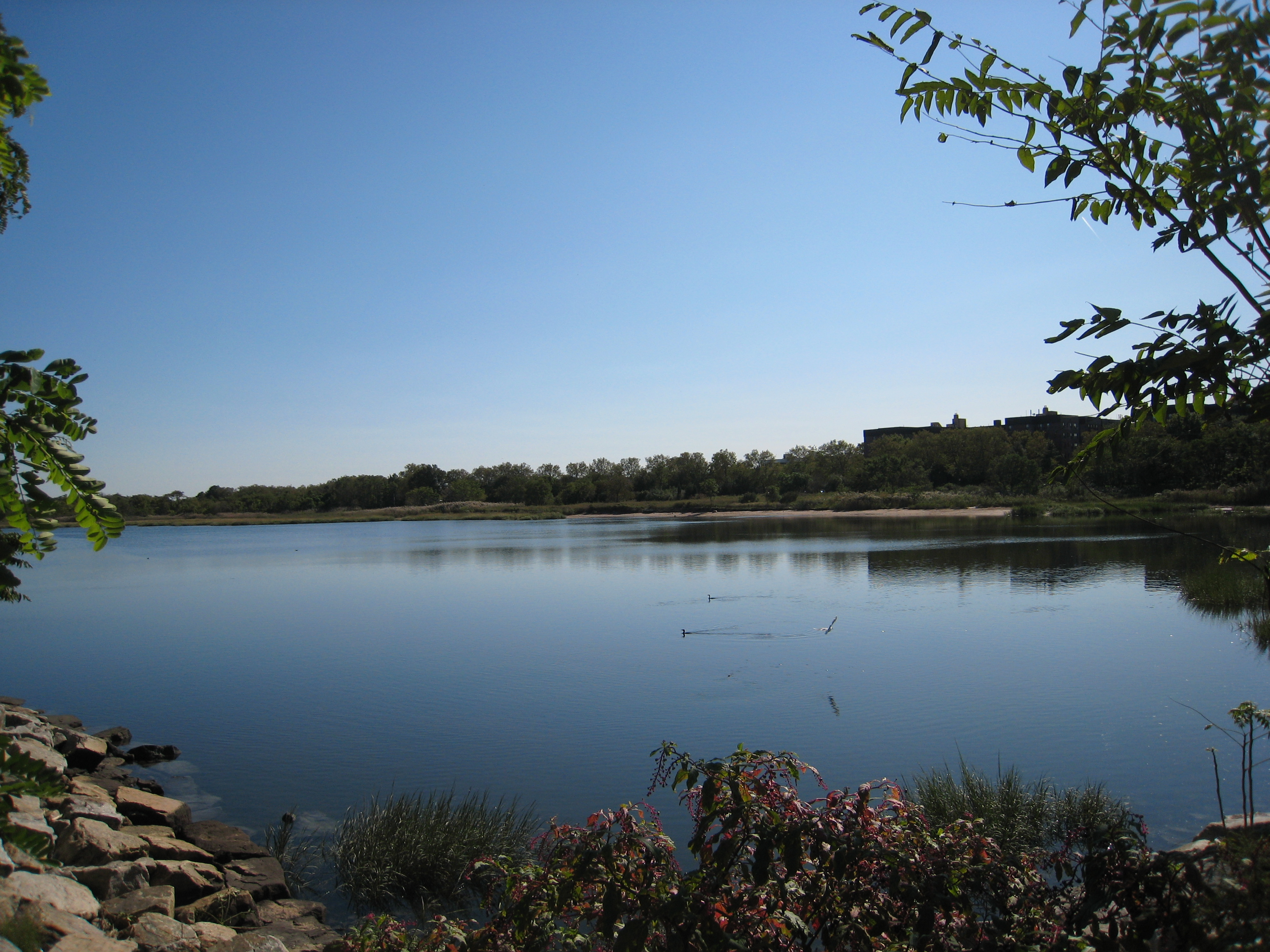
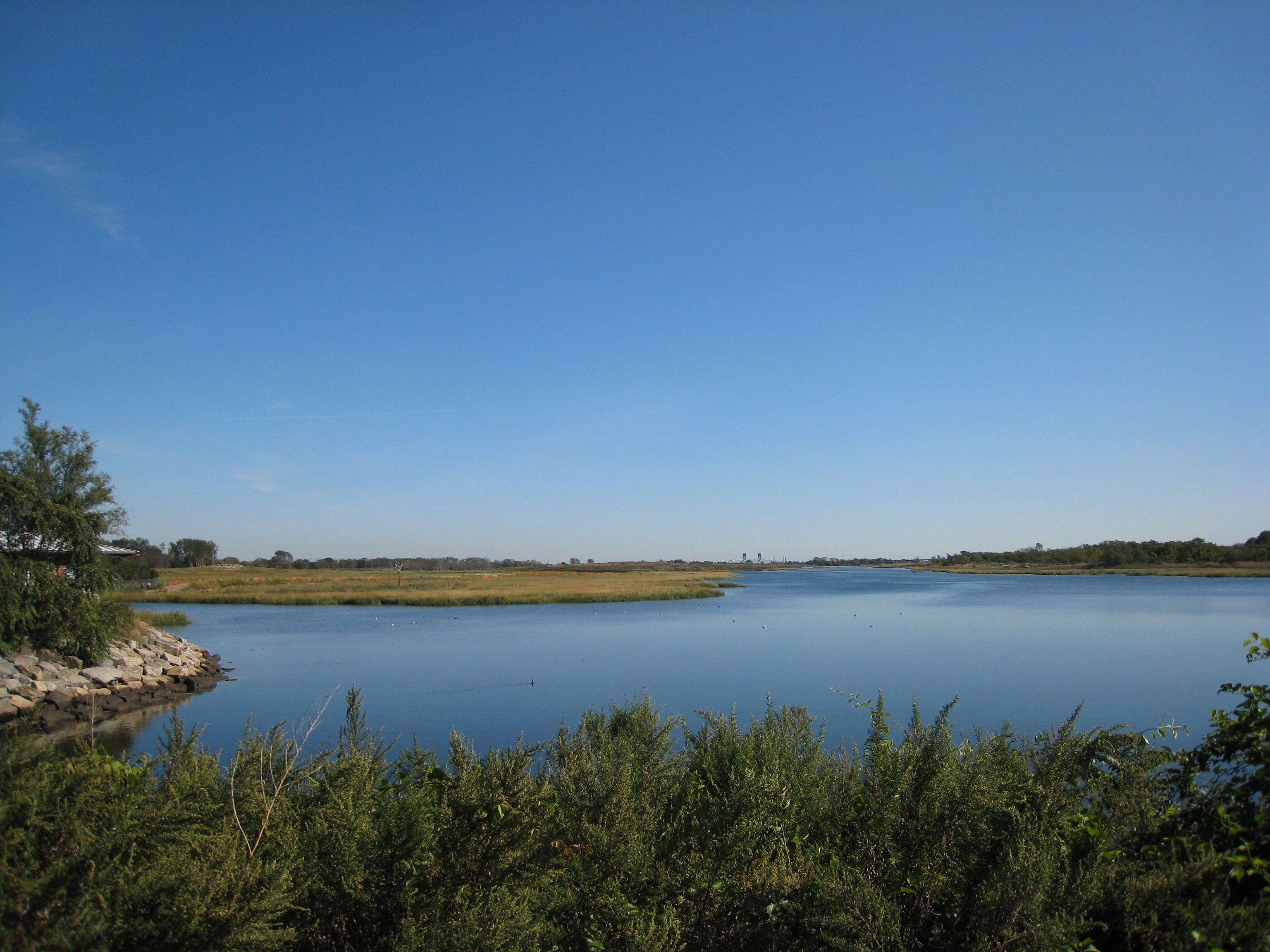
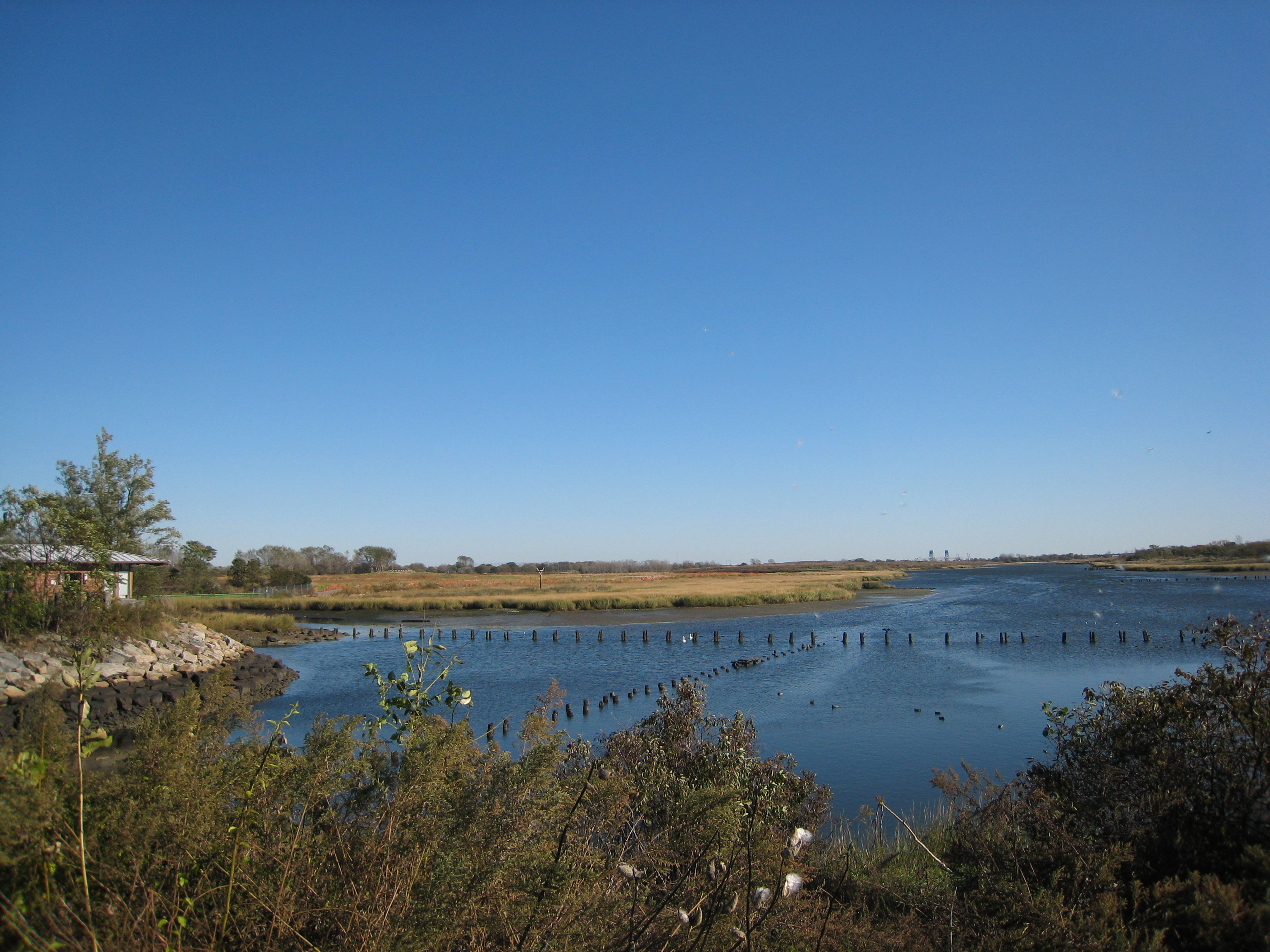
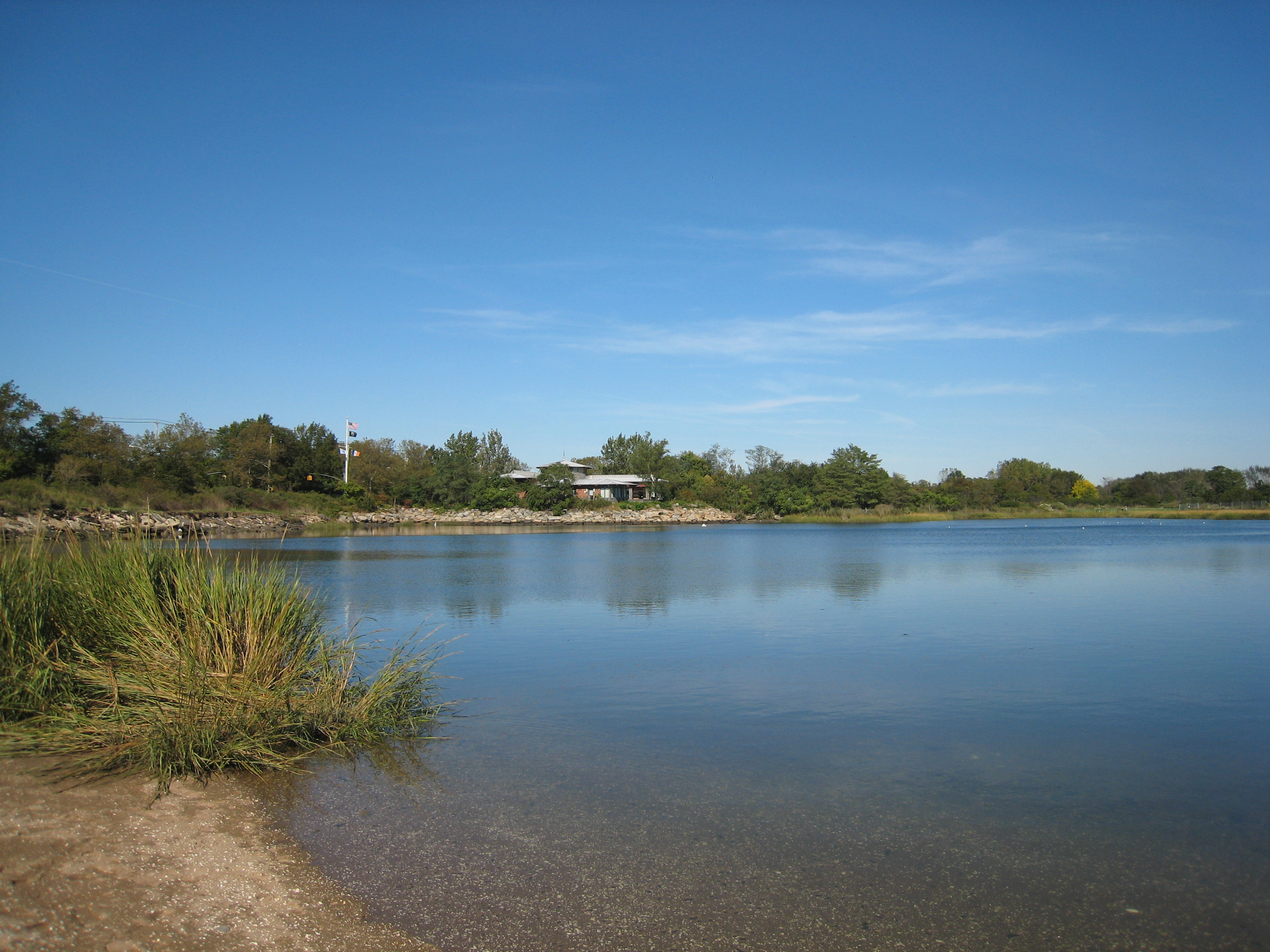
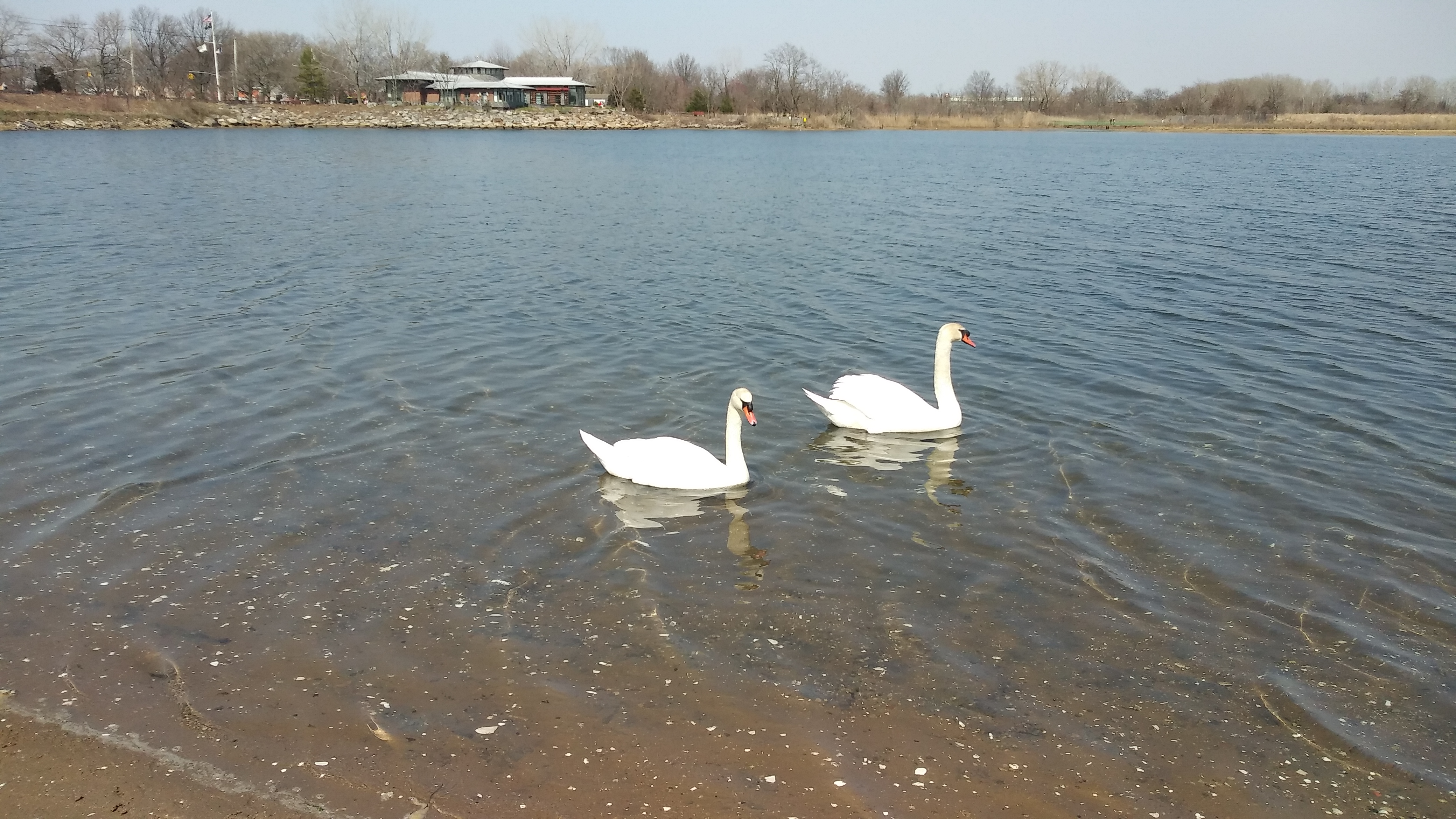
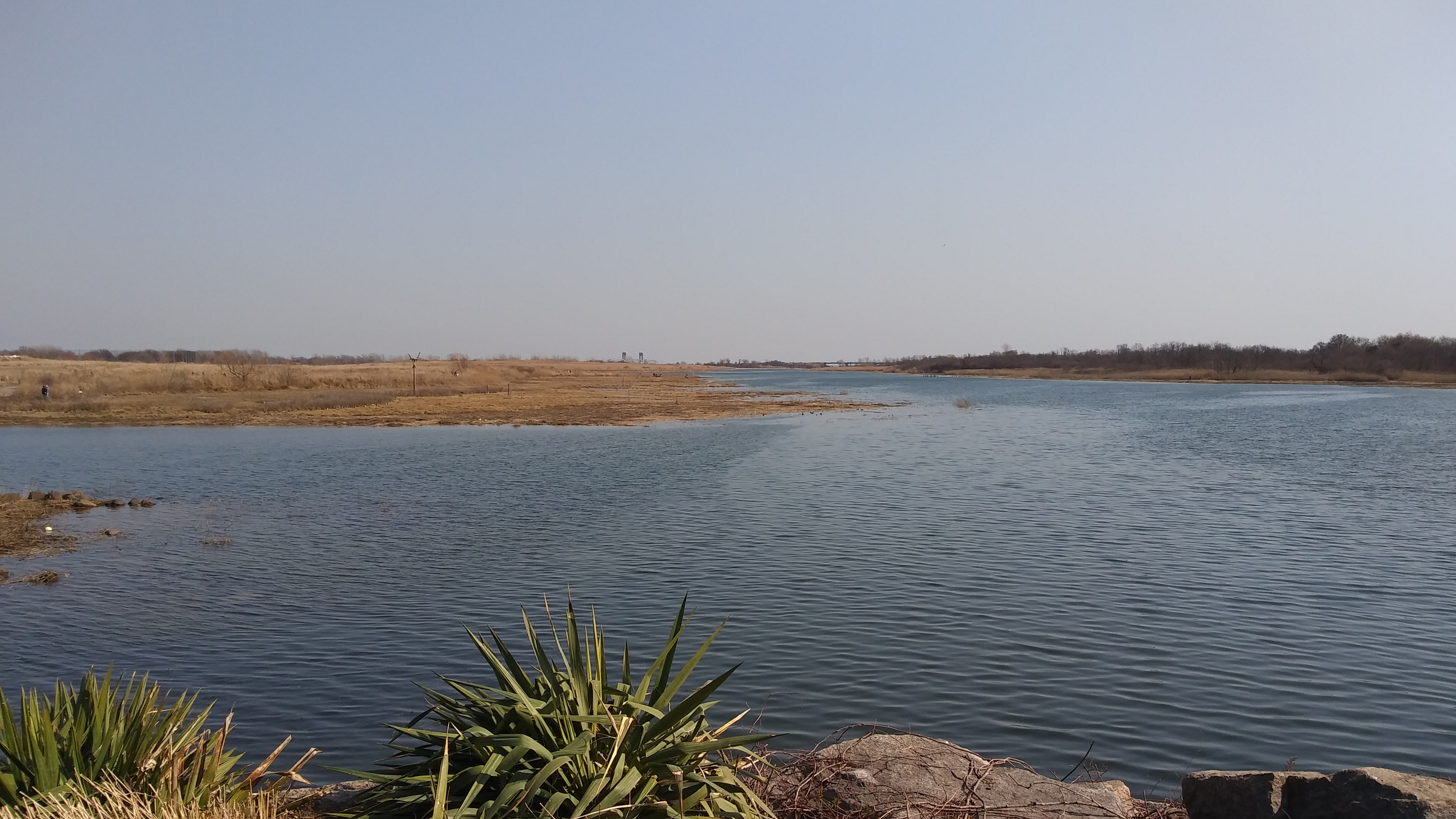
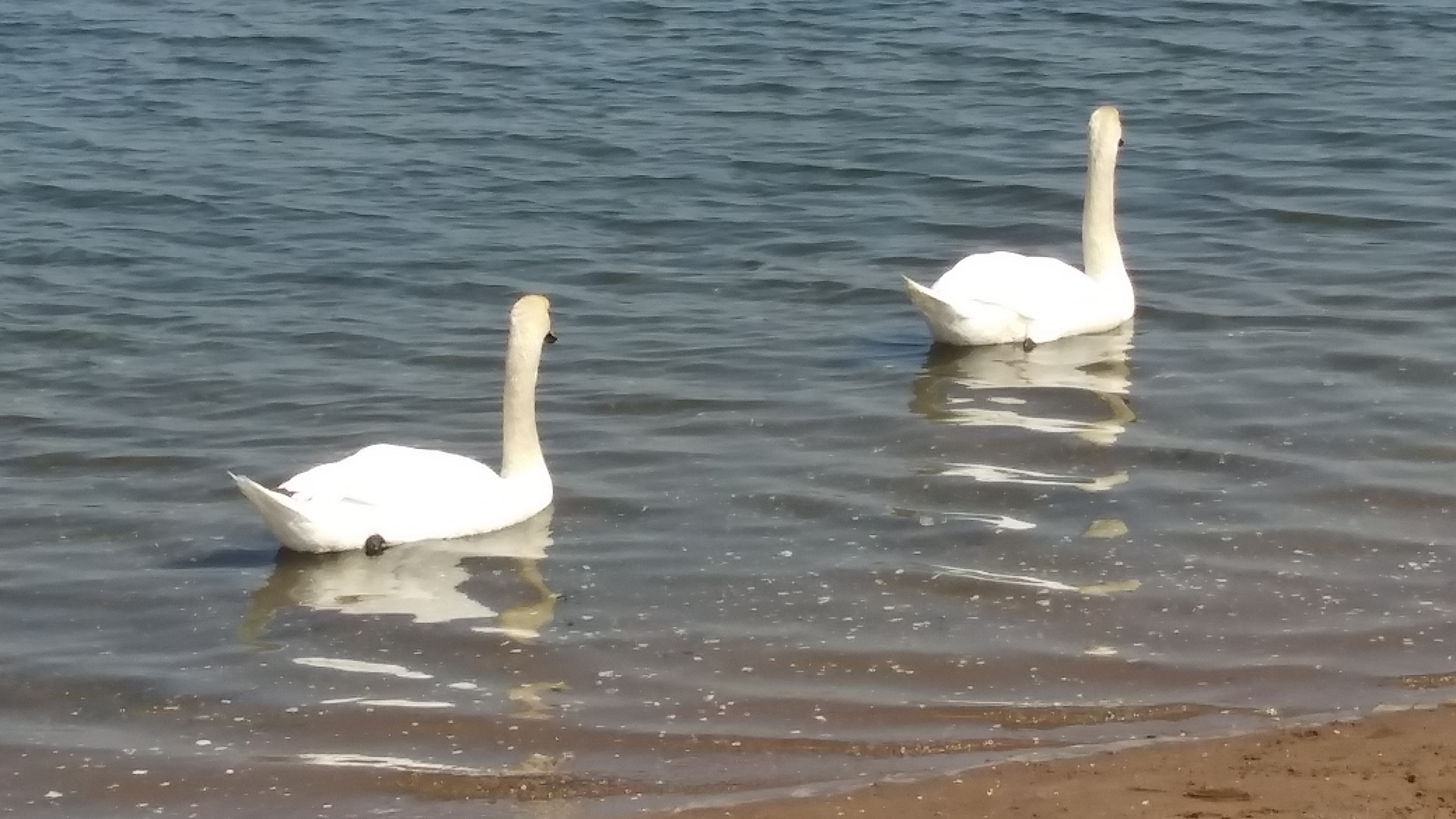
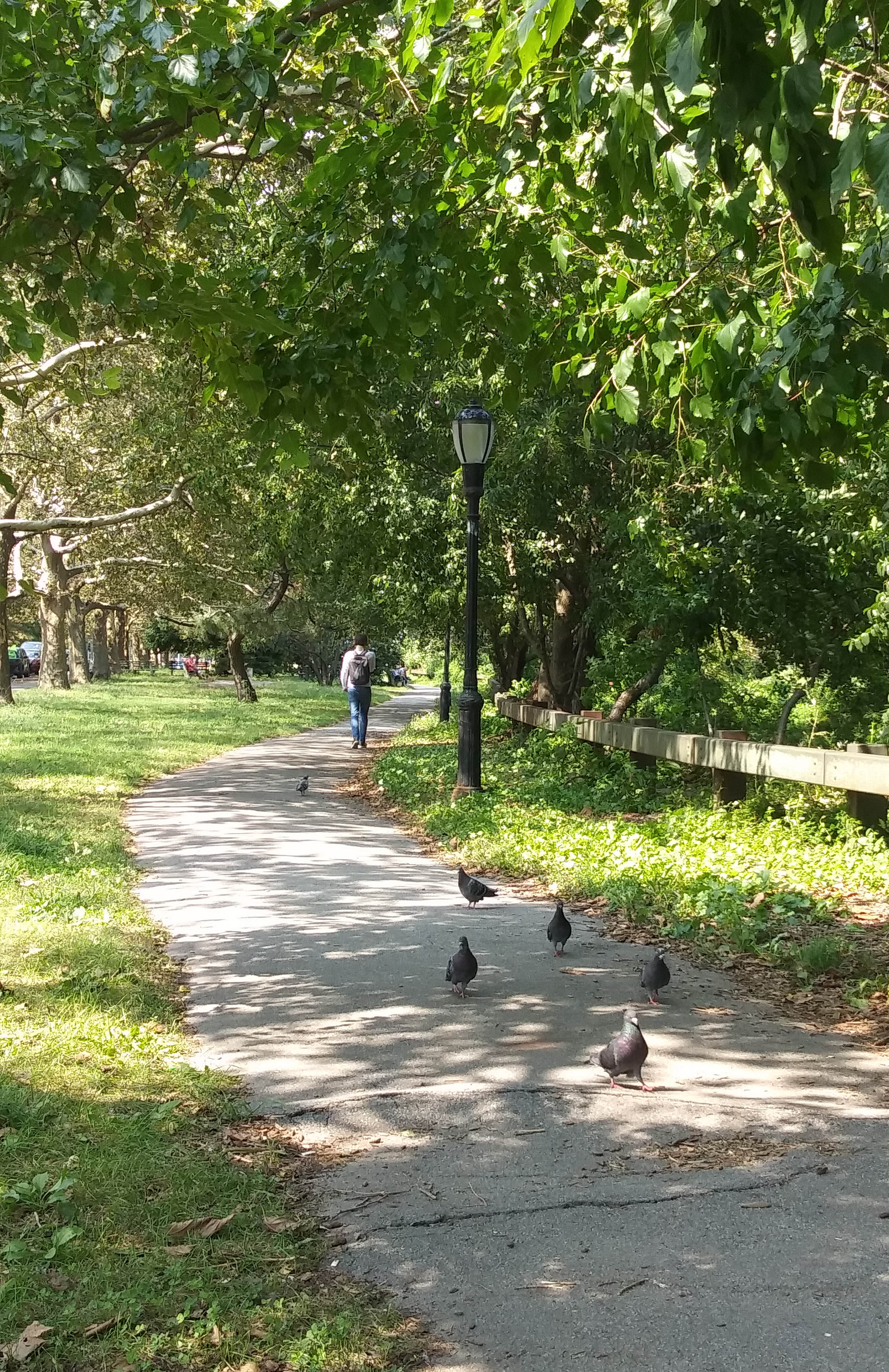
Тропинка вдоль плавлей
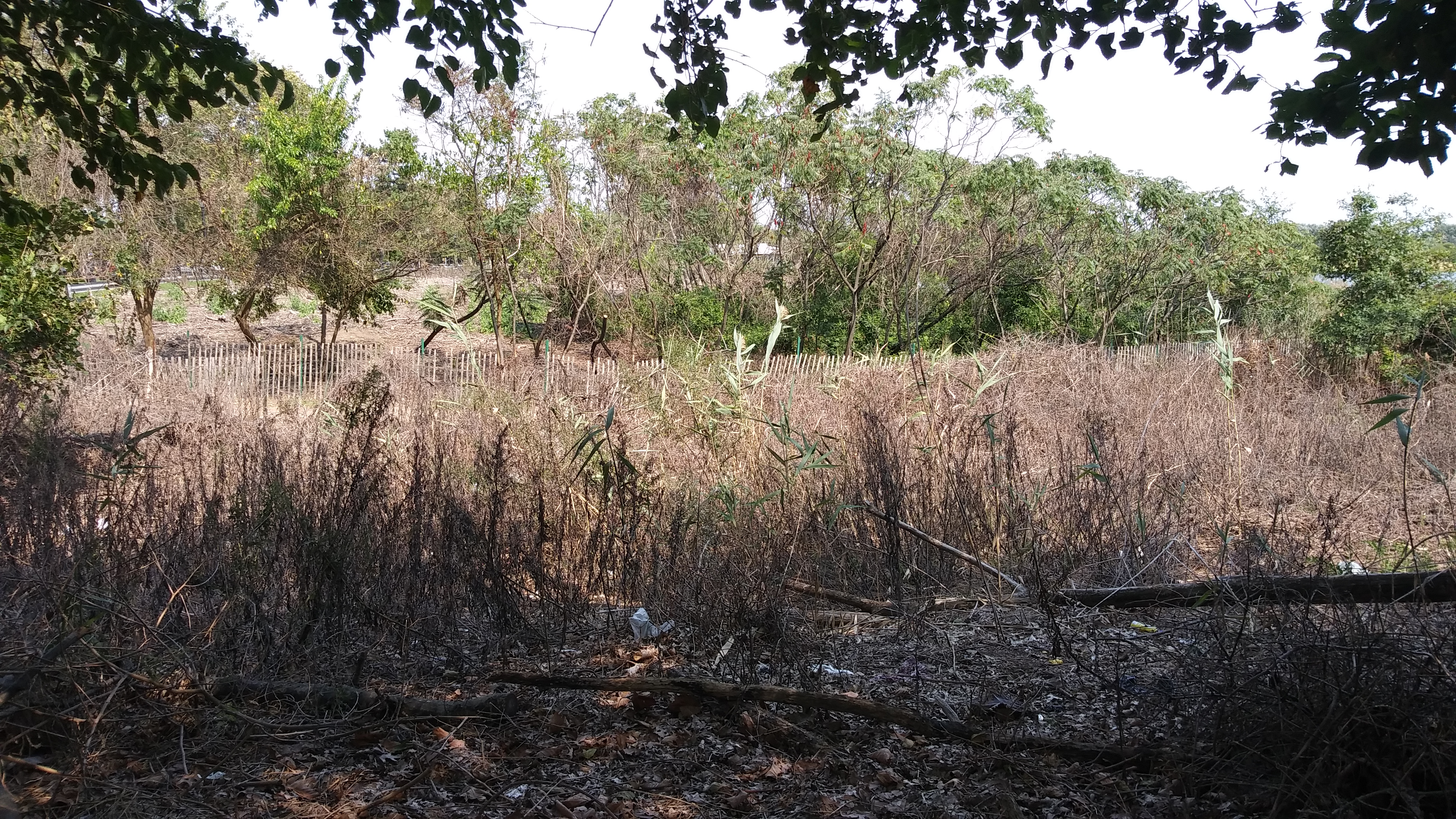
Растительность плавней (тростник)
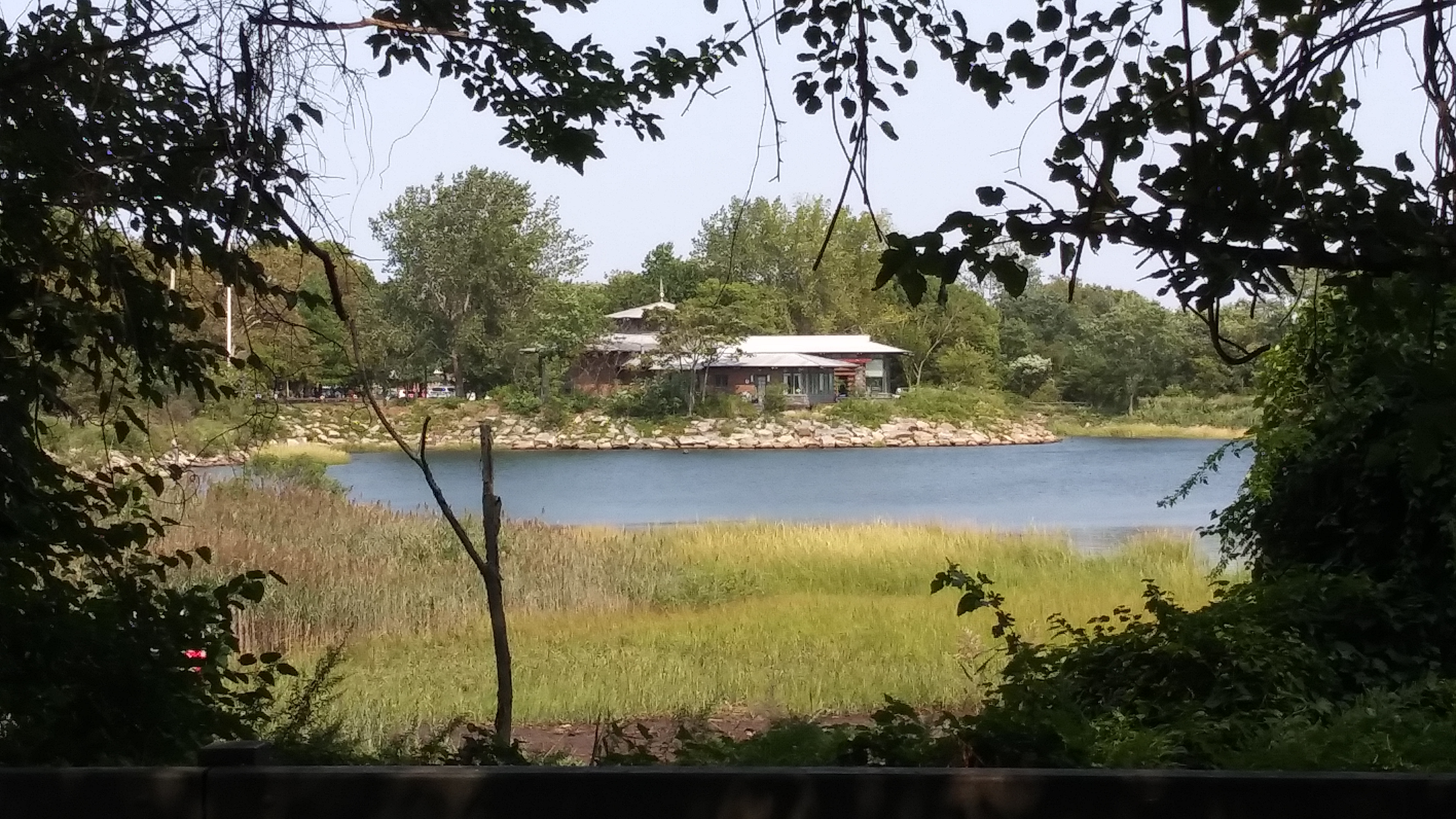
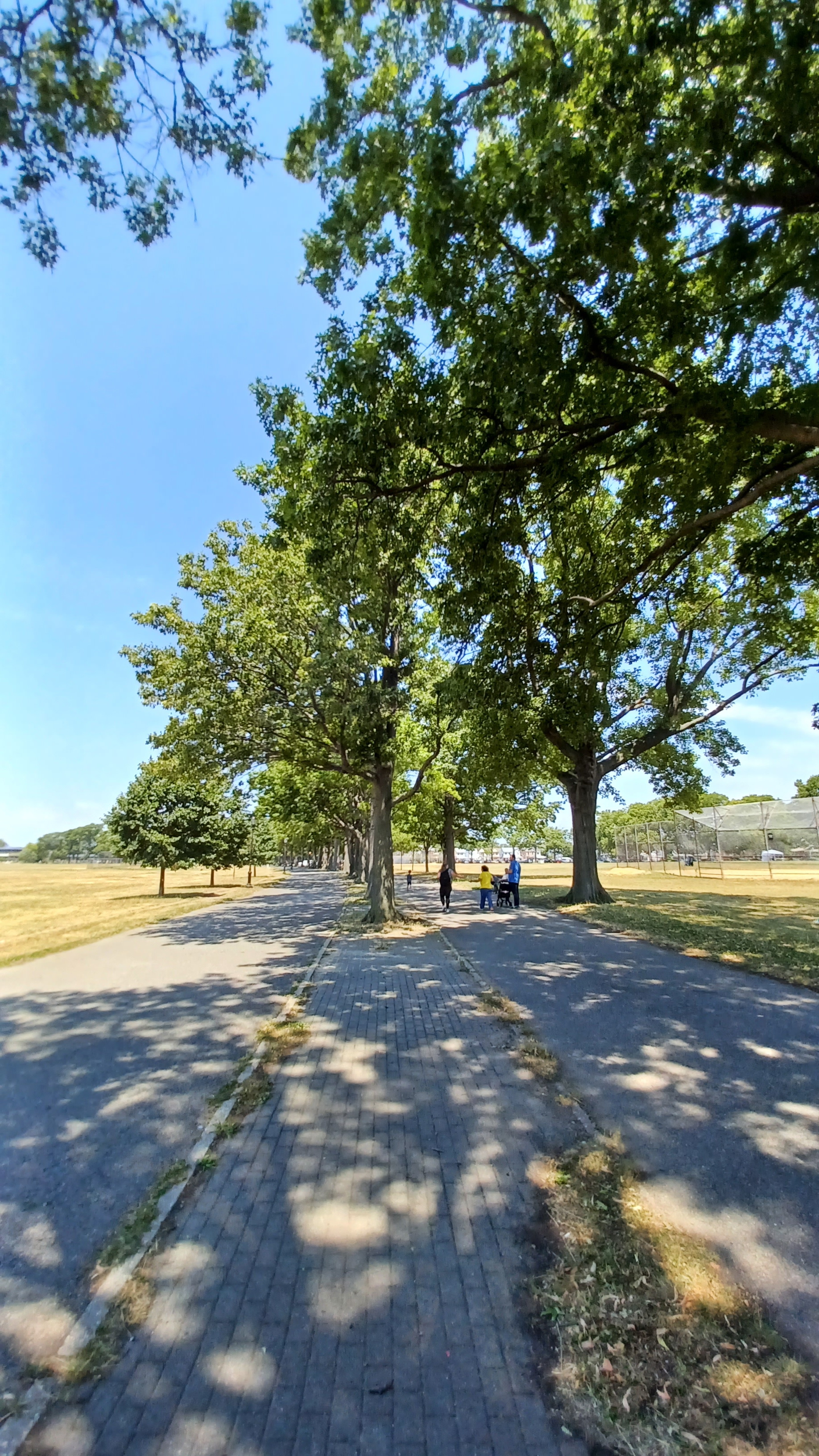
Беговая дорожка в Марин Парке
- Беговая дорожка в Марин Парке